# 茹埃 (科多尔省)
茹埃（法語：Jouey，法語發音：[ʒwɛ]）是法国科多尔省的一个市镇，位于该省南部，属于博讷区。

## 地理
茹埃（47°9'12"N, 4°26'50"E）面积24.26 平方千米，位于法国勃艮第-弗朗什-孔泰大區科多尔省，该省份为法国中东部省份，北起奥布省，西接涅夫勒省和约讷省，南至索恩-卢瓦尔省，东南接汝拉省，东临上索恩省，东北部与上马恩省接壤。
与茹埃接壤的市镇（或旧市镇、城区）包括：克洛莫、马尼安、阿勒雷、阿尔奈勒迪克、马尔舍瑟伊、米默尔。

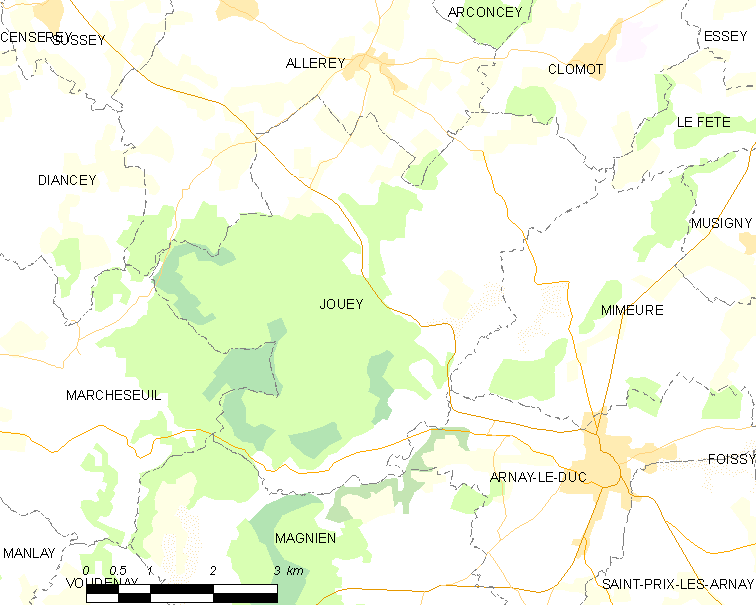
的OSM定位图

茹埃的时区为UTC+01:00、UTC+02:00（夏令时）。

## 行政
茹埃的邮政编码为21230，INSEE市镇编码为21325。

## 政治
茹埃所属的省级选区为阿尔奈勒迪克县。

## 人口

1962-2008年间人口变化图示

茹埃于2022年1月1日时的人口数量为190人。